# Velika loža Andore
Velika loža Andore (kata. Gran Lògia d'Andorra) je regularna slobodnozidarska velika loža u Andori. Osnovana je 2000. godine uz pomoć Nacionalne velike lože Francuske i Velike lože Španjolske.

## Povijest
Nakon što je vlada Andore dala sva ovaštenja, 23. travnja 1994. godina osnovana je prva masonska loža u povijesti ove zemlje, i to Loža "Trojstvo" br. 839 od strane Nacionalne velike lože Francuske. Manje od šest mjeseci kasnije Velika loža Španjolske osnovala je Loža "Spašeno brdo" br. 81. Ovo je bio temelj slobodnog zidarstva u Andori. Nakon toga, Nacionalna velika loža Francuske je osnovala je još dvije lože, Ložu "Sveti Ivan iz Doline" br. 927 (1995.) i Ložu "Karlo Veliki" br. 1117 (1998.).
Ove četiri lože su 24. svibnja 1998. godine su formirale kotarsku veliku ložu Andore u strukturi Nacionalne velike lože Francuske, koja je iduće godine osnovala još jednu ložu, Ložu "vikont Arnau de Castellbó" br. 1227.
Pet andorskih loža su 9. rujna 2000. godine uz pomoć Nacionalne velike lože Francuske i Velike lože Španjolske osnovale Veliku ložu Andore. Prve lože pod zaštitom nove velike lože osnovane su 2006. godine, i to Loža "Sveopće slobodno zidarstvo" i Loža "Minerva". Osma loža, Loža "Vitezovi Envalira", osnovana je 2009. godine. Čak pet loža osnovano je 2012. godine; Loža "Bratovštine", Loža "Sveti Ivan Jeruzalemski", Loža "Ivan od Valette", Loža "Spokoj i strpljenje" i Loža "Konstanca". Nakon toga osnovane su još dvije lože, Loža "Odabir prijatelja" (2013.) i Loža "Sloboda" (2015.).
Do 2024. godine ugašene su četiri lože, "Vitezovi Envalira" u Encampu te tri u Dolini Andore: "Ivan od Valette", "Spokoj i strpljenje" i "Odabir prijatelja".

## Ustroj
Sjedište Velike lože Andore je u Andorra la Vellu. 

### Lože
U kolovozu 2024. godini pod zaštitom ove velike lože radi 11 loža, od toga pet su u Andorra la Vellu, tri u Encampu i jedna u Escaldes–Engordanyju, dok ih se dvije vode u Dolini Andore.
- Loža "Trojstvo" (Lògia La Triada) br. 1, Andorra la Vella – osnovana kao Loge La Triade Non. 839 pod zaštitom Nacionalne velike lože Francuske.
- Loža "Sveti Ivan iz Doline" (Lògia Sant Joan de les Valls) br. 2, Encamp – osnovana kao Loge Sant Joan de les Valls Non. 927 pod zaštitom Nacionalne velike lože Francuske.
- Loža "Karlo Veliki" (Lògia Carlemany) br. 3, Andorra la Vella – nosi naziv po franačkom kralju Karlu Velikom; osnovana kao Loge Charlemagne Non. 1117 pod zaštitom Nacionalne velike lože Francuske.
- Loža "Vikont Arnau de Castellbó" (Lògia Vescompte Arnau de Castellbó) br. 4, Andorra la Vella – osnovana kao Loge Vicomte Arnau de Castelbon Non. 1227 pod zaštitom Nacionalne velike lože Francuske.
- Loža "Spašeno brdo" (Lògia Montsalvat) br. 5, Escaldes–Engordany – osnovana kao Logia Montsalvat No. 81 pod zaštitom Velike lože Španjolske.
- Loža "Sveopće slobodno zidarstvo" (Lògia Masoneria Universal) br. 6, Andorra la Vella
- Loža "Minerva" br. 7, Encamp – nosi naziv po rimskoj božici Minervi.
- Loža "Sloboda" (Lògia Llibertat) br. 9, Andorra la Vella
- Loža "Bratovštine" (Lògia Fraternitats) br. 10, Encamp
- Loža "Sveti Ivan Jeruzalemski" (Lògia Sant Joan de Jerusalem) br. 11, Dolina Andore – nosi naziv po Svetom Ivanu.
- Loža "Konstanca" (Lògia La Constància) br. 15, Dolina Andore

U okviru ove velike lože radile su i:
- Loža "Vitezovi Envalira" (Lògia Els Cavallers d'Envalira) br. 8, Encamp
- Loža "Ivan od Valette" (Lògia Jean de la Valette) br. 12, Dolina Andore – nosila naziv po velikom meštru Malteških vitezova Jeanu Parisotu de la Valette.
- Loža nepoznatog imena br. 13
- Loža "Spokoj i strpljenje" (Lògia Serenitat i Paciència) br. 14, Dolina Andore
- Loža "Odabir prijatelja" (Lògia L'Elecció dels Amics) br. 16, Dolina Andore

### Uprava
Velikom ložom Andore upravlja veliki majstor koji se bira na trogodišnje razdoblje. Dosadašnji veliki majstori su:
1. Antoni d'Ortadó (od 2000.)

### Međunarodna suradnja
Velika loža sudjeluje u radu Svjetske konferencije regularnih masonskih velikih loža. Također, potpisala je povelje o prijateljstvu i međusobnom priznavanju s preko 70 regularnih velikih loža.

### Obredi
Velika loža Andore upravlja simboličkim stupnjevima plave lože (učenik, pomoćnik i majstor) i delegira upravljanje visokim stupnjevima na dodatna tijela i redove. Obredi koji se rade u plavoj loži su:
- Emulacijski obred – radi se u pet loža.
- Drevni i prihvaćeni škotski obred (samo prva tri stupnja) – radi se u četiri lože.
- Ispravljeni škotski obred (samo prva tri stupnja)
- Moderni francuski obred (samo prva tri stupnja)
- Tradicionalni francuski obred – radio se u jednoj loži.

## Pridružena tijela i redovi
Upravljanje visokim masonskim stupnjevima Velika loža Andore provodi kroz pridružena tijela i redove od kojih svaki predstavlja jedan obred a na temelju potpisanih konkordata.
- Vrhovno vijeće Drevnog i prihvaćenog škotskog obreda Andore – nadležno za rad Drevnog i prihvaćenog škotskog obreda.
- Velika imperijalna konklava Slobodnozidarskog i vojnog reda crvenog križa cara Konstatina i redova svetog Groba i svetog Ivana Evanđelista Andore – nadležan za rad Crvenog križa cara Konstatina.
- Pridružena tijela i redovi koji imaju svoje jedinice u Andori: 
  -  Vrhovni veliki kapitel slobodnih zidara kraljevskog luka Engleske – nadležno za rad Svetog kraljevskog luka.
  -  Veliki priorat Ujedinjenih vjerskih, vojnih i masonskih redova Hrama i svetog Ivana od Jeruzalema, Palestine, Rodosa i Malte za Englesku i Wales te njihovih prekomorskih pokrajina – nadležno za rad vitezova templara.
  -  Pokrajinski veliki sud masonskog reda Ethelstana za Španjolsku (španj. Gran Corte Provincial de España de la Orden Masónica de Athelstan) – nadležno za rad Reda Ethelstana.

### Sveti kraljevski luk
U Andori rade četiri kapitela Svetog kraljevskog luka, i to:
- Kapitel "Sveopće slobodno zidarstvo" (Capítol  Masoneria Universal) br. 6, Andorra la Vella
- Kapitel "Karlo Veliki" (Capítol Carlemany) br. 3, Andorra la Vella
- Kapitel "Vikont Arnau de Castellbó" (Capítol Vescompte Arnau de Castellbó) br. 4, Andorra la Vella
- Kapitel "Spašeno brdo" (Capítol Montsalvat) br. 5, Escaldes–Engordany

### Ethelstan
U Andori djeluje jedan sud Reda Ethelstana pod okriljem Pokrajinskog velikog suda za Španjolsku:
- Sud "Wilfried I." (Court of Guifre I) br. 179, Escaldes–Engordany – nosi naziv po Wilfriedu I., grofu Barcelone iz 9. stoljeća.